# Oval Nacional de Patinação de Velocidade
O Oval Nacional de Patinação de Velocidade (apelidado de "Fita de Gelo") é uma arena de patinação de velocidade e foi a única instalação esportiva nova construída no Parque Olímpico de Pequim para os Jogos Olímpicos de Inverno. Ele sediou as competições de patinação de velocidade nos Jogos Olímpicos de Inverno de 2022. A arena foi construída no local onde anteriormente ficavam o Campo de Hóquei e o Campo de Tiro com Arco do Parque Olímpico, utilizados para os respectivos eventos durante os Jogos Olímpicos de Verão de 2008.
De acordo com a proposta de candidatura, o local tem capacidade para acomodar 12.000 espectadores (sendo 6.800 assentos permanentes e 5.200 assentos temporários). Estava previsto que, após os Jogos, a arena seja utilizada como uma pista de patinação pública e para clubes de hóquei no gelo.
Projetado pelo escritório Populous em conjunto com o Instituto de Projetos de Arquitetura de Pequim (BIAD), o início da construção ocorreu em meados de 2017, com a obra sendo concluída em 2019. A primeira competição no local foi realizada em 8 de outubro de 2021.
O Oval possui uma área de doze mil metros quadrados, o que o torna a maior pista de patinação de velocidade da Ásia. Sua fachada é marcada por 22 fitas de vidro, cada uma com 622 metros de comprimento. No segundo andar, um sistema de parede cortina curva, inspirado no estilo do Templo do Céu, se destaca na arquitetura do prédio.[carece de fontes?]

## Tecnologias
Esta instalação olímpica é uma das poucas arenas de gelo de grande porte no mundo a utilizar dióxido de carbono (CO2) como refrigerante. O CO2 é empregado tanto como fluido refrigerante no sistema de resfriamento principal quanto como refrigerante secundário no sistema de distribuição de frio, incluindo as tubulações sob a pista de gelo.
A arena foi finalizada com um sistema de recuperação de calor, que pode suprir as demandas de aquecimento do complexo, como ventilação, desumidificação do ar, produção de água quente, entre outras. O grupo de refrigeração com CO2, que inclui as resfriadoras, possui uma capacidade máxima de resfriamento de 4 MW.